# Roberto Laneri
Roberto Laneri (Arzignano, 25 marzo 1945) è un musicista, compositore e scrittore italiano.
È stato interprete e compositore di musica contemporanea per molti anni, membro del Center for the Creative & Performing Arts e del SEM Ensemble di Petr Kotick.

## Biografia
Roberto Laneri è diplomato in clarinetto al conservatorio di Santa Cecilia e laureato in composizione alla State University of New York, ed alla Università della California.
Dopo aver partecipato alle attività del gruppo "Creative Associates" per diversi autori di musica contemporanea, nel 1972 costituisce il gruppo Prima Materia e si trasferisce nuovamente in Italia. Successivamente ha fondato l'etichetta discografica Ananda, insieme a Giacinto Scelsi e ad Alvin Curran.
Fin dal 1972 grazie alla scoperta del canto armonico ha iniziato un percorso di approfondimento che lo ha portato ad una sintesi personale di tecniche vocali e compositive antiche e contemporanee, riassunte in un corpus di tre gruppi di tecniche principali. Tiene costantemente concerti e seminari in tutto il mondo in una grande varietà di contesti musicali, con qualche occasionale apparizione televisiva.
Ha inciso, tra gli altri, con Charlie Mingus, Peter Gabriel e Prima Materia, gruppo di cui è stato fondatore.
Ha insegnato clarinetto al conservatorio Luigi Cherubini di Firenze fino al 2010.

## Saggi
È autore del libro "La voce dell'arcobaleno", dedicato al canto armonico e che propone, oltre ad una introduzione di quelli che sono secondo l'autore i tre gruppi di tecniche di base, anche una lettura del cammino della civiltà orientale e occidentale in chiave sonora, secondo una filosofia “armonicale”. Nel 2013 ha pubblicato un secondo libro, "Nel cielo di Indra", un workbook dedicato alla pratica.

## Discografia
- 1985 - Two Views Of The Amazon (Cassetta, LP, WERGO)
- 1987 - Anadyomene (LP, Ismez/Polis Music, Audiobox)
- 1994 - Memories Of The Rain Forest (CD, Amiata Records)
- 2006 - Sentimental Journey (CD, Soundfactor)
- 2011 - Dreamtime Project (CD, ad-lab) digital download
- 2013 - Memorie dal sottosuolo (CD, Map Alternative)

### Con Prima Materia
- 1977 - The Tail of The Tiger (Ananda)[12]

### Con Claudio Ricciardi
- 2001 - Inside Notes (CD, EDT-Edizioni Musicali Il Pontesonoro)

### Con Fabio Sartori
- 2010 - Escher (CD, Terre Sommerse)

### Partecipazioni come musicista
- 1978 - Charlie Mingus - "Cumbia & Jazz Fusion" (Rhino)
- 1982 - Peter Gabriel - "IV (Security)" (Geffen Records)
- 1987 - Christina Kubish - "Night Flights" (Important)